# 계급투쟁

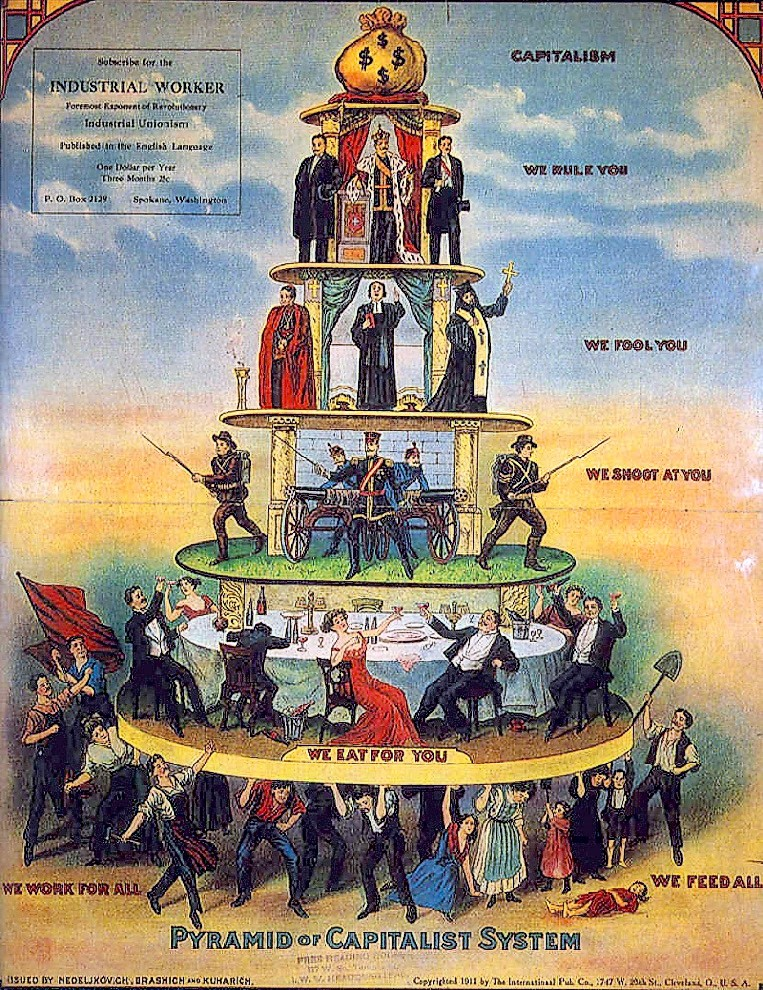

계급투쟁(階級鬪爭, 영어: class conflict, class warfare, class struggle)은 노동자와 자본가의 이해관계에 따른 사회적 분쟁을 사회주의적 시각으로 본 개념이다. 과학적 사회주의의 사상적 지도자인 카를 마르크스와 프리드리히 엥겔스는 〈공산당 선언〉에서 “인간의 모든 역사는 계급 투쟁의 역사다.”라고 썼다.
마르크스의 계급 개념은 카스트와 같은 신분제와는 관련이 없고, 사회학에서 말하는 사회 계층과도 같지 않다. 이것은 자본주의 시대의 경제적 계급을 일컫는다. 누가 어느 계급에 속하는지는 누가 생산 수단을 가졌느냐에 따라 결정되며, 다시 말해서 사회 구조에서 어디에 위치했느냐가 곧 계급이다. 마르크스는 특히 인구의 다수를 차지하는 두 계급, 프롤레타리아와 부르주아에 대해 논한다. 프티 부르주아와 같은 다른 계급들은 이 두 계급의 성질을 조금씩 공유하고 있다.

## 주요 계급 투쟁
- 피지배 계급(프롤레타리아 또는 노동자)은 노동력을 팔아서 생계를 유지하고 봉급을 받으며 살아가는 이들을 말한다. 자본을 위해서 일하는 것밖에는 선택의 여지가 거의 없는 이들이며, 달리 생존의 길을 갖지 못했다.
- 지배 계급(부르주아 또는 자본가)은 노동보다는 노동자들이 만들어내는 잉여 가치 등을 통해 수입을 얻는 이들을 가리킨다. 따라서 자본가들의 수입은 노동자들에 대한 착취에서 오는 것이다.

마르크스는 같은 계급에 소속된 이들은 서로 같은 이해 관계를 가지고 있다는 점을 지적한다. 이 계급적·집합적 이해 관계는 상대방 계급의 이해 관계와 충돌한다. 이는 각 계급에 소속된 개개인간의 충돌을 낳게 된다.

## 같이 보기
- 계급협조론
- 자본주의에 대한 비판